# Чесвиниця
42°51′ пн. ш. 17°40′ сх. д. / 42.85° пн. ш. 17.66° сх. д.
Чесвиниця (хорв. Česvinica) — населений пункт у Хорватії, в Дубровницько-Неретванській жупанії у складі громади Стон.

## Населення
Населення за даними перепису 2011 року становило 55 осіб.
Динаміка чисельності населення поселення: